# Călugărul care a învins Apocalipsa (film 2024)
Călugărul care a învins Apocalipsa (în italiană Il monaco che vinse l'Apocalisse, în engleză Joachim and the Apocalypse) este un film italian istoric și fantasy din 2024 regizat de Jordan River.
Filmul este inspirat din viața și viziunile despre Apocalipsă descrise de Gioacchino din Fiore, călugăr, filosof și teolog mistic medieval, care a trăit în timpul cruciadelor lui Richard Inimă de Leu.

## Rezumat
Bătrânul călugăr Gioacchino din Fiore stă cu ochii închiși. Este 30 martie 1202. Ne aflăm în Evul Mediu. Cufundat în somnul său de după-amiază, vede în vis diverse scene ale unei lumi în suferință și înțelege că viața sa fizică pe pământ este pe cale să se încheie. Mai are doar câteva ore de trăit și dorește să-i împărtășească discipolului său secretele pe care le-a învățat trăind în mijlocul naturii și în tăcerea abațiilor.
Va povesti fragmente de istorie, alegerile și gândurile care l-au împins să acționeze în numele binelui. Pe munți abrupți învață valoarea naturii și va întemeia, pe temelii de speranță, propria sa mănăstire, pe care o va numi „Fiore”. Va scrie pe pergament profeția „Celei de-a Treia Ere a Duhului Sfânt” — o eră a libertății depline a spiritului și a progresului interior.
Marea rezonanță a gândirii călugărului Joachim atinge inimile multor personaje, precum Papa Lucius al III-lea și Regina Constanța de Hauteville, dar și pe Richard Inimă de Leu al Angliei, căruia îi va explica semnificația Dragonului cu șapte capete din Cartea Apocalipsei a lui Ioan. Ascetul primește revelații divine, profeții și viziuni pe care doar inima sa le poate dezvălui. Ultima sa încercare este cea mai mare provocare a umanității: să depășească apocalipsa.

## Producție și premiere
Filmările au început pe 20 iunie 2022 în Italia (Calabria și Lazio) și s-au încheiat în decembrie 2022. A fost primul film italian filmat în rezoluție 12K. Pe 17 ianuarie 2024 s-a anunțat că efectele vizuale digitale, coordonate de Nicola Sganga, au fost finalizate.
Coloana sonoră originală a filmului a fost compusă de Michele Josia. Soundtrack-ul a câștigat Medalia de Aur – Coloană Sonoră Originală la Global Music Awards în 2024.
Filmul a fost lansat în Italia pe 5 decembrie 2024.
Premiera în Statele Unite a avut loc pe 26 februarie 2025 la TCL Chinese Theatre din Hollywood, fiind o selecție oficială la cea de-a 20-a ediție a Festivalului de Film de la Los Angeles.

## Premii
- Best Script Awards (Londra, UK)
  - 2024 - Migliore sceneggiatura
- Global Music Awards (Los Angeles, SUA)
  - 2024 - Gold Medal Original Score
- Accolade Global Film Competition (Los Angeles, SUA)
  - 2024 - Award of Excellence Original Score
- Your Way International Film Festival (Malta)
  - 2024 - Best Original Score
- Tracks Music Awards (Los Angeles, SUA)
  - 2024 - Best Original Score
- Septimius Awards (Amsterdam, Olandai)
  - 2024 - Nomination Best Costume Design
  - 2024 - Nomination Best Soundtrack
  - 2024 - Nomination Best Makeup & Hairstyling
  - 2024 - Nomination Best European Actor
- Terni Film Festival
  - 2024 – Miglior film
  - 2024 – Migliore fotografia
  - 2024 – Migliore scenografia
  - 2024 – Migliore effetti visivi
- Festival internazionale del cinema di Salerno
  - 2024 – Miglior film italiano